# Govern de Catalunya 1931-1932
En el període 1931-1932 i després de la instauració de la Segona República Espanyola, a Catalunya es formà un govern de Catalunya, primer el de l'autoproclamada República Catalana i més tard el de la Generalitat Provisional fins a les eleccions al Parlament de 1932.

## La República Catalana
Arran de les eleccions municipals de 12 d'abril de 1931, que determinaren la caiguda de la monarquia, Francesc Macià, líder d'Esquerra Republicana de Catalunya -partit triomfador a Catalunya- proclamà de manera unilateral «la República catalana com a Estat de la Federació Ibèrica» el dia 14 d'abril, poques hores abans que a Madrid es procedís a proclamar la Segona República espanyola, seguint els acords del Pacte de Sant Sebastià.
| República Catalana 15-4-1931 a 28-04-1931 |
| President: Francesc Macià i Llussà (ERC)  |

| Departament        | Titulars                           |
| ------------------ | ---------------------------------- |
| Política Interior  | Ventura Gassol i Rovira (ERC)      |
| Defensa            | Joan Casanovas i Maristany (ERC)   |
| Economia i Treball | Manuel Serra i Moret (USC)         |
| Instrucció Pública | Rafael Campalans i Puig (USC)      |
| Obres Públiques    | Salvador Vidal i Rosell (UGT)      |
| Comunicacions      | Manuel Carrasco i Formiguera (PCR) |
| Finances           | Casimir Giralt i Bullich (PRR)     |

## La Generalitat provisional i l'Estatut de Núria
Aquesta proclamació preocupà el govern provisional espanyol i el dia 17, Macià arribà a un pacte amb els ministres Fernando de los Ríos, Marcel·lí Domingo, i Lluís Nicolau d'Olwer, representants del govern provisional espanyol, en virtut del qual la República catalana era rebatejada amb el nom més ambigu de Generalitat de Catalunya, en recuperació del nom medieval de la Diputació del General.
Aquesta Generalitat provisional, presidida pel mateix Francesc Macià i composta per un consell o govern, una assemblea de representants dels municipis (Diputació Provisional de la Generalitat) i uns comissaris que, en qualitat de delegats del govern, s'encarregaven dels serveis pertanyents a les suprimides Diputacions provincials de Girona, Tarragona i Lleida, mentre que s'establia la seu de la Generalitat al Palau de la plaça Sant Jaume.
Els diputats catalans elaboraren un projecte d'Estatut a Núria aprovat en referèndum el 2 d'agost de 1931 i modificat i aprovat a les Corts Espanyoles el 9 de setembre de 1932.
Aquest període durà fins a les eleccions al Parlament del 20 de novembre de 1932 i va tenir els següents governs:
| Generalitat Provisional (1931-1932)      |
| President: Francesc Macià i Llussà (ERC) |

| Departament                                           | Titulars                                     | Titulars                         | Titulars                             |
| ----------------------------------------------------- | -------------------------------------------- | -------------------------------- | ------------------------------------ |
| Departament                                           | 28 d'abril de 1931                           | 29 de desembre de 1931           | 3 d'octubre de 1932                  |
| Vicepresidència                                       |                                              | Joan Casanovas i Maristany (ERC) |                                      |
| Governació                                            | Joan Casanovas i Maristany (ERC)             | Josep Tarradellas i Joan (ERC)   | Josep Tarradellas i Joan (ERC)       |
| Instrucció / Instrucció Pública                       | Ventura Gassol i Rovira (ERC)                | Ventura Gassol i Rovira (ERC)    | Ventura Gassol i Rovira (ERC)        |
| Economia i Treball                                    | Manuel Serra i Moret (USC)                   | Manuel Serra i Moret (USC)       |                                      |
| —> Economia                                           |                                              |                                  | Manuel Serra i Moret (USC)           |
| —> Treball                                            |                                              |                                  | Francesc Xavier Casals i Vidal (ERC) |
| Foment i Agricultura                                  | Salvador Vidal i Rosell (UGT), fins: 9-11-31 |                                  |                                      |
| Foment i Agricultura                                  | 9-11-31: Josep Jové i Surroca (UGT)          |                                  |                                      |
| —> Foment / Obres Públiques                           |                                              | Joan Casanovas i Maristany (ERC) | Joan Lluhí i Vallescà (ERC)          |
| —> Agricultura                                        |                                              | Francesc Macià (ERC)             | Francesc Macià (ERC)                 |
| Sanitat i Beneficència / Sanitat i Assistència Social | Manuel Carrasco i Formiguera (PCR)           | Josep Jové i Surroca (ex-UGT)    | Antoni Xirau i Palau (ERC)           |
| Finances                                              | Casimir Giralt i Bullich (PRR)               | Casimir Giralt i Bullich (PRR)   | Carles Pi i Sunyer (ERC)             |
| Justícia i Dret                                       | Pere Comas i Calvet (ERC)                    | Pere Comas i Calvet (ERC)        | Pere Comas i Calvet (ERC)            |

Amb el nou Parlament constituït, Francesc Macià torna a ser nomenat President de la Generalitat i constitueix els governs de la Generalitat estatutària.